# Ewerton
Ewerton Paixão da Silva (* 28. prosince 1996 Amapá), známý jako Ewerton, je brazilský profesionální fotbalista, který hraje na pozici křídelníka či útočníka za egyptský klub Pyramids FC.

## Klubová kariéra

### Zlaté Moravce
Ewerton s fotbalem začal v rodné Brazílii, kde si ho v červenci 2016 vyhlédl slovenský klub FC ViOn Zlaté Moravce – Vráble. V nejvyšší slovenské soutěži debutoval 10. prosince 2016 na hřišti Dunajské Stredy. Větší příležitost dostal v závěru své první sezony v Evropě, v posledních čtyřech kolech nastoupil v základní sestavě, v posledním utkání skóroval proti Spartaku Trnava, když v 83. minutě snížil na 1:3.
V sezoně 2017/18 se Ewerton stal stabilním členem základní sestavy ViOnu, připsal si 29 ligových startů a vstřelil 6 gólů.
O své místo v sestavě nepřišel ani v podzimní části ročníku 2018/19, kdy nastoupil do 17 ligových utkání, v nichž vstřelil 2 branky.

### Mladá Boleslav
V lednu 2019 přestoupil do Mladé Boleslavi. V české nejvyšší soutěži debutoval 9. února 2019 doma proti Viktorii Plzeň. Ve zbytku jarní části sezony nastupoval především za rezervní tým.
Ewerton si 15. srpna 2019 odbyl svůj debut v pohárové Evropě, když nastoupil do závěru utkání třetího předkola Evropské ligy proti FCSB. Do A-týmu Mladé Boleslavi se ale nedokázal Ewerton prosadit ani v průběhu celé sezony 2019/20, dohromady nastoupil jen do tří utkání, v nichž odehrál jen 63 minut.

#### Pardubice (hostování)
V lednu 2020 odešel Ewerton na osmnáctiměsíční hostování do druholigových Pardubic. V jarní části sezony se stal stabilním členem základní sestavy, nastoupil do 11 ligových utkání, vstřelil 3 góly a přispěl tak k historickému postupu Pardubic do 1. ligy.
V první lize v sezoně 2020/21 nastupoval pravidelně v základní sestavě, odehrál 28 zápasů, v jarní části zapsal tři branky. Vedení Pardubic chtělo mladého Brazilce odkoupit natrvalo, ale trenér Mladé Boleslavi Karel Jarolím s ním počítal do následující sezony.

#### Mladá Boleslav (návrat z hostování)
V Mladé Boleslavi začal po svém návratu v létě 2021 nastupovat v základní sestavě, gólový účet otevřel v utkání proti Slovácku, kdy vstřelil hattrick, ale ani tím nepomohl k odvrácení prohry 3:5. V úvodních 13 kolech si připsal celkem 5 gólů a 5 asistencí, což z něj spolu se sparťanem Adamem Hložkem dělalo nejproduktivnějšího hráče ligy (Hložek zapsal 4+6). Ewerton byl vyhlášen nejlepším hráčem Fortuna:Ligy za říjen 2021. V sezóně 2021/22 byl hlavní ofenzivní zbraní Mladé Boleslavi; zapsal si 11 ligových gólů a dalších šest branek spoluhráčům připravil.

### Slavia Praha
Ewerton po vydařené sezoně odešel v létě 2022 z Mladé Boleslavi do Slavie Praha. Brazilský ofenzivní univerzál podepsal tříletou smlouvu. Svůj debut v dresu Slavie si Ewerton odbyl 21. července v utkání druhého předkola Konferenční ligy proti St Joseph's FC; gólem přispěl k výhře 4:0. V sezoně 2022/23 vinou zranění odehrál jen 14 ligových zápasů, 3 pohárové a 9 v Evropské lize.

### Baník Ostrava
V létě 2023 odešel Ewerton strávil na půlroční hostování do Baníku Ostrava. Ewerton debutoval v lize v dresu Baníku 23. července 2023 proti Slovanu Liberec. Během podzimní části sezóny se stal klíčovým hráčem sestavy trenéra Pavla Hapala, svůj první gól za klub vstřelil 2. září 2023 proti Mladé Boleslavi. Na podzim dal šest branek a na další dva zásahy svým spoluhráčům nahrál. Společně s Abdullahi Tankem byl nejproduktivnějším hráčem týmu.
V únoru 2024 bylo Ewertonovo hostování v Baníku prodlouženo do konce sezóny. S Baníkem postoupil do skupiny o titul. 26. května Ewerton dvěma brankami pomohl k výhře 6:0 nad Slováckem a pomohl Baníku k historickému postupu do evropských pohárů. Ewerton zakončil sezónu 2023/24 s bilancí 34 zápasů, 14 branek a 6 asistencí a byl šestým nejproduktivnějším hráčem ligy.
Ewerton v létě 2024 přestoupil do Baníku natrvalo, podepsal smlouvu na tři roky. 20. července, v utkání prvního kola nové sezony, vedl Ewerton ostravský klub poprvé jako kapitán. V průběhu července se oficiálně stal klubovým kapitánem a 25. července gólem a dvěma asistencemi rozhodl o výhře 5:1 nad FC Urartu v druhém předkole Konferenční ligy. 28. července jedinou brankou utkání proti Jablonci zajistil Baníku tři body a o čtyři dny později dovedl ostravský celek k postupu do dalšího předkola Konferenční ligy, když v odvetném utkání proti Urartu gólem a asistencí rozhodl o výhře 2:0. V průběhu podzimní části sezony patřil Ewerton k nejproduktivnějším hráčům celé soutěže, po 16 kolech měl na svém kontě 10 branek a 3 asistence. V listopadu měl o Ewertonovy služby zájem například maďarský Ferencváros, brazilský křídelník se ale rozhodl pokračovat v ostravském klubu. V zimní přestávce sezóny 2024/25 projevil zájem také egyptský klub Al-Ahly SC. Přestože si Ewerton údajně hledal bydlení v Káhiře, ani tento přestup se nekonal. Al-Ahly nabídlo 2 miliony amerických dolarů ve dvou splátkách, Baník požadoval alespoň 2,5 milionu najednou.

### Pyramids
Dne 28. července 2025 podepsal Ewerton smlouvu s egyptským klubem Pyramids FC.